# Slipstream (genre littéraire)
Slipstream est un mot anglais désignant un genre narratif fantastique ou non-réaliste qui croise les frontières habituelles entre la science-fiction, la fantasy et la fiction mainstream.
Le terme slipstream a été créé par Bruce Sterling dans un article publié à l'origine dans SF Eye no. 5, en juillet 1989. Il écrit : « ... c'est un genre d'écriture qui peut vous faire vous sentir très étrange ;  cette même impression que le fait de vivre au vingtième siècle peut donner à toute personne douée d'une certaine sensibilité. » La fiction slipstream a conséquemment été décrite comme « la fiction de l'étrangeté », définition qui semble au moins aussi bonne que les autres utilisées couramment. Les auteurs de science-fiction James Patrick Kelly et John Kessel, rédacteurs de Feeling Very Strange: The Slipstream Anthology, soutiennent que la dissonance cognitive est au cœur du slipstream, et qu'il s'agit moins d'un genre littéraire que d'un effet littéraire, tel que l'horreur ou la comédie.
Le slipstream se positionne entre la fiction spéculative et la fiction générale. Alors que certains romans slipstream utilisent des éléments de science-fiction ou de fantasy, tous ne le font pas. Le facteur commun liant ces œuvres littéraires est leur degré de surréel, de pas-tout à fait réel, ou de carrément anti-réel.
En 2007, le premier salon littéraire de Londres au Royal Festival Hall organisait une nuit du slipstream présidée par Toby Litt et accueillant les auteurs britanniques Steven Hall et Scarlett Thomas.